# 1855 en Lorraine
Chronologie de la Lorraine
- 1851
- 1852
- 1853
- 1854
- 1855
- 1856
- 1857
- 1858
- 1859

Cette page est une liste d'événements qui se sont produits durant l'année 1855 en Lorraine.

## Éléments de contexte

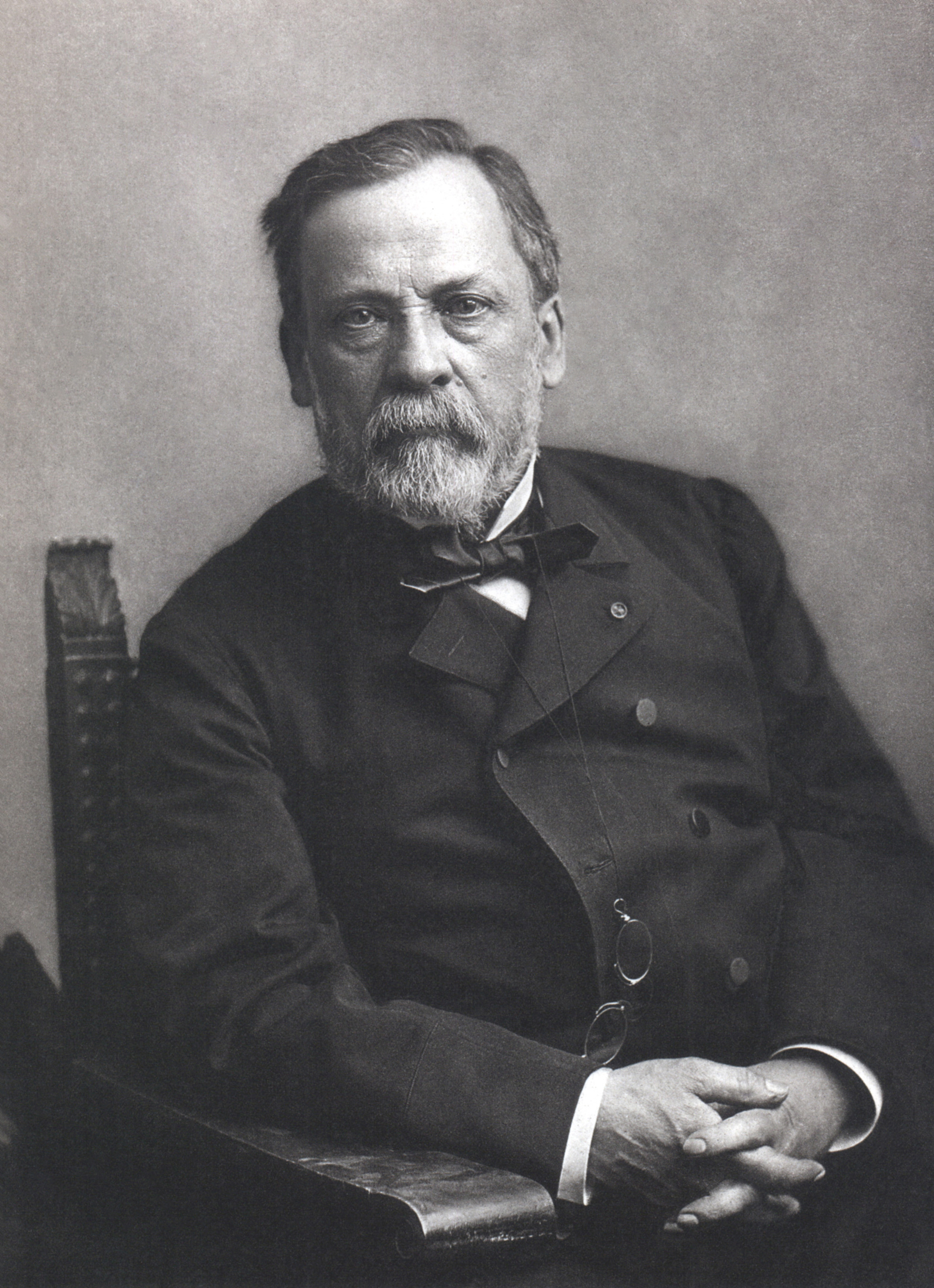
Louis Pasteur.

- Durant des travaux menés entre 1855 et 1861 à la brasserie Tourtel de Tantonville (Meurthe-et-Moselle), Louis Pasteur jeta les bases de la brasserie moderne en découvrant les principes de la fermentation alcoolique et en précisant le rôle des levures. À cette époque, la Lorraine était la première région brassicole de France[1].

## Événements
- Mise en service du pont de Liverdun, ouvrage ferroviaire en anses de panier de 23.40 mètres de portée principale et d'une longueur totale de 157 mètres[2].

- 13 août : début de l'exploitation du sel dans le sous-sol de Varangéville. En 2023, c'est la dernière mine souterraine de France[3]
- Novembre : transformation de la Chambre consultative en Chambre de commerce du département de la Meurthe[4].

## Naissances

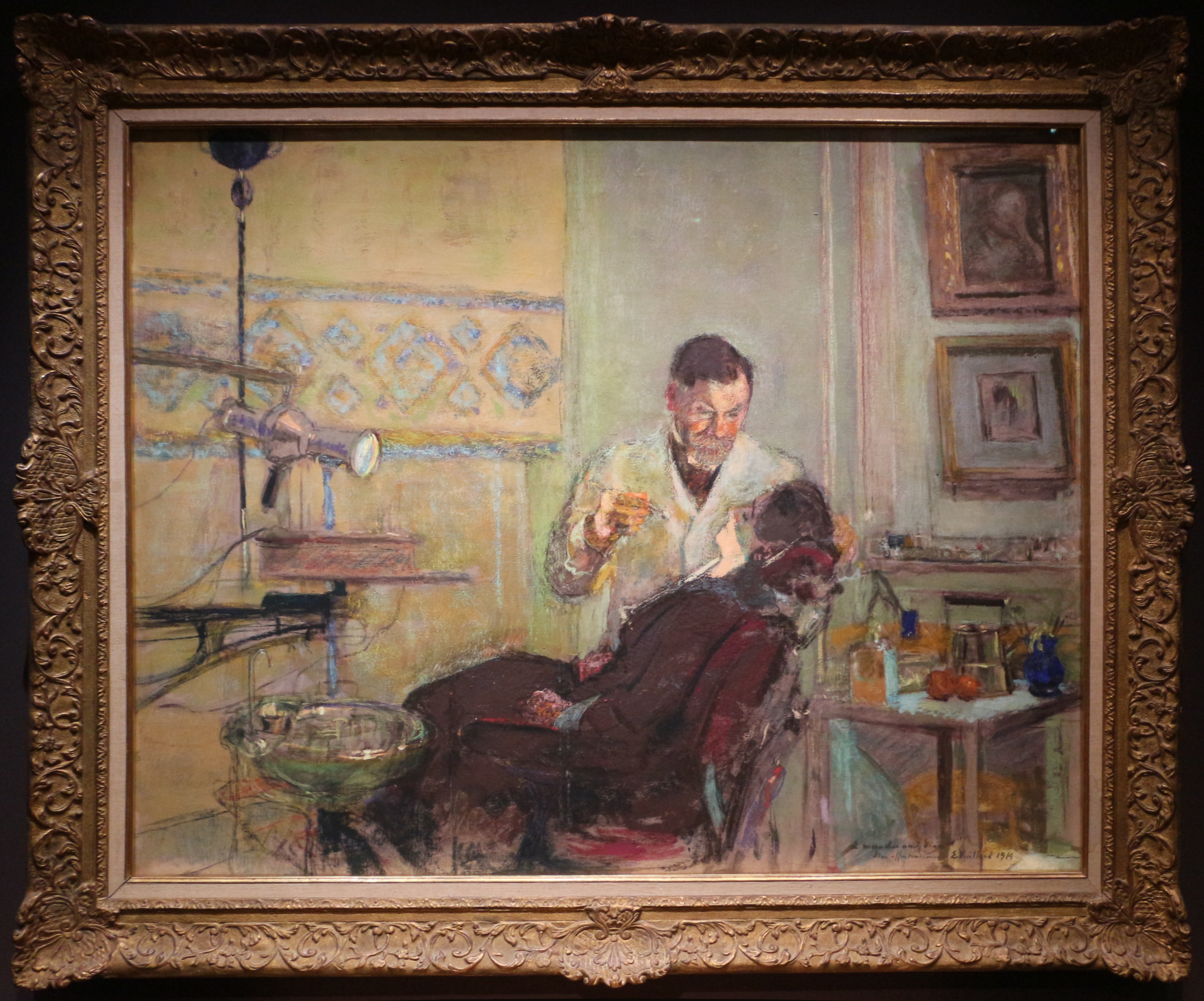
Georges Viau dans son cabinet.

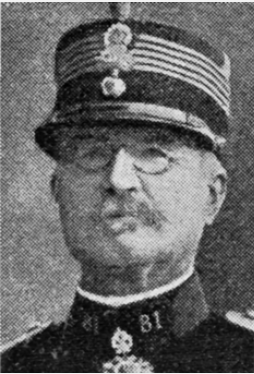
Paul-Emile Diou

- 1 janvier à Nancy : René Wiener, décédé dans la même ville le 2 août 1939, relieur d'art lorrain associé au mouvement de l'École de Nancy. Grand bibliophile, il est également libraire, éditeur et collectionneur.
- 27 janvier à Nancy : Victor Mortet (décédé le 15 janvier 1914), bibliothécaire et archiviste français.
- 31 janvier à Metz : Emmanuel Hannaux, mort le 19 mai 1934 à Paris, sculpteur et médailleur français.
- 3 février à Verdun : Ludovic Beauchet, mort le 7 janvier 1914 à Nancy, juriste, universitaire, historien du droit et homme politique français, maire de Nancy de 1904 à 1912.
- 1er mars à Vauquois : Céleste Jean-Baptiste Victor Déprez (1855-1940), général de division français dont le nom est associé à la Première Guerre mondiale.
- 28 mars à Nancy : Georges Viau[5], mort le 18 décembre 1939 à Paris, chirurgien-dentiste, collectionneur d'art et mécène français.
- 30 mai à Remiremont : Georges Durand, archiviste et historien français, membre de la Société des antiquaires de Picardie, mort dans sa ville natale le 15 mai 1942.
- 6 juin à Lunéville : Émile Berr (1855-1923), homme de lettres français, journaliste au Figaro, rédacteur en chef de son supplément littéraire en 1895.
- 19 juin à Nancy : Émile Dosquet, mort le 8 avril 1884 à Bastia, militaire puis journaliste français connu sous le nom de plume Saint-Elme.
- 22 juin à Lunéville : Jules Hannezo (1855-1922), voyageur, diplomate et écrivain français[6] qui a en particulier écrit sur ses voyages ainsi que sur le département de l'Ain, entre autres dans le cadre de travaux de la société savante Le Bugey.
- 7 juillet à Nancy : Charles-Désiré Bourgon, mort le 10 mars 1915 à NAncy[7], architecte français, membre de l'École de Nancy, dont le travail est inspiré par l'Art nouveau.
- 24 juillet à Lunéville : René Basset, mort le 4 janvier 1924 à Alger, spécialiste de langues berbère et arabe.
- 6 septembre à Saint-Julien-lès-Metz : Paul Émile Diou (décédé à Dieuze le 23 août 1914), officier général français. C'est l'un des 42 généraux français morts au combat durant la Première Guerre mondiale.
- 7 octobre à Richemont (Moselle) : G. Lenotre[8], nom de plume de Louis Léon Théodore Gosselin, mort le 7 février 1935 à Paris,  historien et auteur dramatique français.
- 31 octobre à Nancy : Émile Goutière-Vernolle (1855-1927), journaliste régionaliste, critique d'art, avocat et membre fondateur de l'École de Nancy.
- 6 novembre à Metz : Gaston Dupuis, mort le 9 septembre 1914 au Meix-Tiercelin, est un général de brigade français de la Première Guerre mondiale. C'est l'un des 42 généraux français morts au combat durant la Première Guerre mondiale.
- 12 décembre à Metz : Marie-Anne de Bovet, née Anne Marie Bovet[9], femme de lettres française féministe et patriote.
- 16 décembre à Yutz : Louis Nels, mort le 13 novembre 1910 à Neuerburg, fut commissaire impérial allemand dans le Sud-Ouest africain allemand de 1890 à 1891.

## Décès
- À Nancy : Émile Goutière-Vernolle est un journaliste, régionaliste, critique d'art, avocat, membre fondateur de l'École de Nancy.
- 13 janvier à Nancy : Henri Braconnot[10], né à Commercy le 29 mai 1780[11], pharmacien militaire, botaniste et chimiste français.
- 1er octobre à Bar-le-Duc : Guillaume Latrille de Lorencez, né à Pau le 21 avril 1772, général français de la Révolution et de l’Empire.
- 3 octobre au château de Puxe en Meurthe-et-Moselle : Jean Baptiste Joseph de Lardemelle, homme politique français[12].
- 16 octobre à Mey (Moselle) : Jean-Baptiste Espagne, homme politique français né le 19 février 1795 à Reims (Marne).
- 20 novembre à Metz : Joseph d'Arros est un homme politique français né le 19 septembre 1779 à Plappeville (Moselle).
- 4 décembre à Metz : Étienne Antoine, homme politique français né le 9 avril 1793 à Metz (Moselle).
- 20 décembre à La Malgrange : Pierre Ernest Dams, né à Remich le 14 septembre 1794, homme politique belge francophone libéral, puis unioniste.